# Michael Adams (szachista)
Michael Adams (ur. 17 listopada 1971 w Truro) – angielski szachista, arcymistrz, wicemistrz świata z 2004 roku.

## Kariera szachowa
W 1989 r. w wieku siedemnastu lat zdobył tytuł mistrza Wielkiej Brytanii. Ten sukces powtórzył w 1997 r., a trzeci raz złoty medal w tych rozgrywkach zdobył w 2010 roku. Od początku lat 90. regularnie brał udział w rozgrywkach o mistrzostwo świata. W 1993 roku w Groningen wspólnie z Viswanathanem Anandem wygrał turniej eliminacyjny do mistrzostw świata PCA. W meczach pretendentów (1994–1995) zwyciężył Siergieja Tiwiakowa w I rundzie, lecz w II przegrał z Anandem. Rok później odpadł w I rundzie meczów pretendentów FIDE, przegrywając z Borysem Gelfandem.
W 1997 roku FIDE po raz pierwszy zorganizowała turniej eliminacyjny do meczu o tytuł mistrza świata systemem pucharowym. Adams dotarł do finału, pokonując między innymi Siergieja Tiwiakowa, Piotra Swidlera, Loeka van Wely i Nigela Shorta. W meczu finałowym po ośmiu remisowych partiach został pokonany przez Viswanathana Ananda w partii błyskawicznej. W kolejnych mistrzostwach świata Adams również odgrywał pierwszoplanową rolę. W 1999 roku w Las Vegas wygrał ćwierćfinałowy mecz z Władimirem Kramnikiem, jednak przegrał w półfinale z Władimirem Akopianem. W ćwierćfinale turnieju w New Delhi w 2000 roku pokonał Weselina Topałowa, lecz został wyeliminowany przez zwycięzcę turnieju, Ananda. W 2004 roku w Trypolisie dotarł do finału, pokonując między innymi Tejmura Radżabowa i Władimira Akopiana. W meczu o tytuł mistrza świata uległ Rustamowi Kasimdżanowowi. W 2007 wystąpił w rozegranych w Eliście meczach pretendentów, ale w I rundzie przegrał z Aleksiejem Szyrowem i nie wywalczył awansu do turnieju o mistrzostwo świata w Meksyku.
W najsilniej obsadzonych turniejach Adams triumfował wielokrotnie: w 1992 zwyciężył w Tilburgu, natomiast w 1995 roku w Dos Hermanas podzielił I miejsce z Gatą Kamskim i Anatolijem Karpowem. Turniej w Dortmundzie w 1998 zakończył na I miejscu wspólnie z Władimirem Kramnikiem i Piotrem Swidlerem. Rok później wygrał turniej w Dos Hermanas, w pokonanym polu pozostawiając m.in. Kramnika, Ananda, Swidlera, Topałowa i Judit Polgár. Dwukrotnie (2007, 2008) zwyciężył w memoriałach Howarda Stauntona w Londynie. W 2010 r. podzielił I m. w turnieju Gibraltar Chess Festival. W 2013 r. samodzielnie zwyciężył w turnieju Dortmunder Schachtage w Dortmundzie.
Wielokrotnie reprezentował Anglię w turniejach drużynowych, m.in.:
- trzynastokrotnie na olimpiadach szachowych (w latach 1990, 1992, 1994, 1996, 1998, 2000, 2002, 2004, 2006, 2008, 2010, 2012, 2014); trzykrotny medalista: wspólnie z drużyną – brązowy (1990) oraz indywidualnie – srebrny (2014 – na I szachownicy) i brązowy (2004 – na I szachownicy)[9],
- dwukrotnie na drużynowych mistrzostwach świata (w latach 1989, 1997); trzykrotny medalista: wspólnie z drużyną – brązowy (1989) oraz indywidualnie – dwukrotnie brązowy (1989 – na V szachownicy, 1997 – na II szachownicy)[10],
- ośmiokrotnie na drużynowych mistrzostwach Europy (w latach 1989, 1992, 1997, 2001, 2007, 2009, 2011, 2013); ośmiokrotny medalista: wspólnie z drużyną – złoty (1997) i brązowy (1992) oraz indywidualnie – dwukrotnie złoty (2001 – na I szachownicy, 2011 – na I szachownicy), srebrny (2001 – za wynik rankingowy) i trzykrotnie brązowy (1992 – za wynik rankingowy, 1992 – na III szachownicy, 2007 – na I szachownicy)[11].

Jest pierwszym w historii Anglikiem, który przekroczył poziom 2700 punktów rankingowych. Od 1999 r. był wielokrotnie notowany w pierwszej dziesiątce na liście rankingowej FIDE. Pomiędzy 2000 a 2002 r. siedmiokrotnie zajmował piąte miejsce na świecie. Najwyższy ranking w karierze (stan na wrzesień 2017) osiągnął 1 września 2013 r., z wynikiem 2761 punktów zajmował wówczas 12. miejsce na światowej liście FIDE, jednocześnie zajmując 1. miejsce wśród angielskich szachistów.